# ژرمانیم تلورید
ژرمانیم تلورید (به انگلیسی: Germanium telluride) با فرمول شیمیایی GeTe یک ترکیب شیمیایی است. که جرم مولی آن ۲۰۰٫۲۱ g/mol می‌باشد. شکل ظاهری این ترکیب، جامد است.